# Rapsod
Rapsod oziroma rapsodi so bili potujoči pevci v antični Grčiji. Nastali so iz aojdov, ki so za razliko od njih bivali v palači. 
Obračali so se na široke množice in številčno občinstvo na trgih, semnjih in veselicah, tako da so bili njihovega prepevanja deležni tudi preprosti ljudje. Najbrž so rapsodi odgovorni, da sta se Homerjeva epa, Odiseja in Iliada, razširila po vsej celinski Grčiji in v kolonijah. 